# Le Staroste
Le Staroste (en russe : Starosta) est une nouvelle d’Anton Tchekhov, parue en 1885.

## Historique
Le Staroste, sous-titré Petite scène, est initialement publié dans la revue russe Le Journal de Pétersbourg, no 240, du 2 septembre 1885, sous le pseudonyme A.Tchekhonte. Aussi traduit en français sous le titre Le Maire.

## Résumé
Chelma, le maire de la petite ville de Replovo, explique au narrateur en mangeant son gruau au gras que s’il est aimé par les paysans, c’est parce qu’il a un don. Il est un juriste exceptionnel, et de prendre l’exemple sur une affaire récente qu’il a brillamment résolue au bénéfice de ses concitoyens.
Eudocime a quitté Replovo il y a plus de vingt ans. Quand il revient au village pour un congé d’une semaine, personne ne reconnaît l’ancien paysan en sabots tant sa situation s’est améliorée à Moscou : des bijoux en or, mille cinq cents rouble de salaire annuel, un gros bedon. Tous les paysans de Replovo envient sa fortune, puis lui demandent de payer de la vodka pour les hommes du village. Refus net d’Eudocime : il ne boit pas, ne fume pas, il est pieux et il entend que tout le monde fasse comme lui.
Tout le village chercher un moyen de soutirer l’argent de la vodka à Eudocime, sans succès. Mais lui, Chelma, trouve la faille. Il dit aux paysans d’élire Eudocime comme maire du village. C’est un mandat de trois ans que l’on ne peut pas refuser. Eudocime, paniqué, explique que sa femme, ses enfants et son travail l’attendent à Moscou. Il fait le tour des administrations qui lui confirment son infortune. Quand Eudocime demande conseil à Chelma, ce dernier lui trouve la réponse dans un livre de droit pour cent rouble : il faut voler quelque chose, il aura un mois de prison et on lui enlèvera son mandat de maire. Aussitôt dit, aussitôt fait.

## Édition française
- Le Maire, dans Œuvres de A.Tchekhov 1885, traduit par Madeleine Durand et Edouard Parayre, Les Editeurs Français Réunis, 1955, numéro d’éditeur 431.